# Idiozetes javensis
Idiozetes javensis är en kvalsterart som beskrevs av Hammer 1979. Idiozetes javensis ingår i släktet Idiozetes och familjen Idiozetidae. Inga underarter finns listade i Catalogue of Life.